# Mike Gomes
Mike Gomes (Neuchâtel, 19 september 1988) is een Zwitsers voetballer (verdediger) die sinds 2007 voor de Zwitserse eersteklasser Neuchâtel Xamax uitkomt. In het seizoen 2010-2011 werd hij uitgeleend aan Yverdon-Sport FC.